# キャナル・ストリート駅 (IRTブロードウェイ-7番街線)
キャナル・ストリート駅（キャナル・ストリートえき、Canal Street）は、ニューヨーク市地下鉄IRTブロードウェイ-7番街線の駅である。ロウアー・マンハッタンのキャナル・ストリートとヴァリック・ストリートの交差点に位置し1系統が終日、2系統が深夜のみ停車する。

## 駅構造
| G                  | 地上階                         | 出入口 |
| P プラットホーム階 | 相対式ホーム、右側のドアが開く | 相対式ホーム、右側のドアが開く |
| P プラットホーム階 | 北行緩行線                     | ← ヴァン・コートラント・パーク-242丁目駅行き（ハウストン・ストリート駅） ← 深夜帯：ウェイクフィールド-241丁目駅行き（ハウストン・ストリート駅） |
| P プラットホーム階 | 北行急行線                     | ← 通過 |
| P プラットホーム階 | 南行急行線                     | → 通過 → |
| P プラットホーム階 | 南行緩行線                     | → サウス・フェリー駅行き（フランクリン・ストリート駅）→ 深夜帯：ブルックリン・カレッジ駅行き（フランクリン・ストリート駅）→                     |
| P プラットホーム階 | 相対式ホーム、右側のドアが開く | |

この駅はトライベッカとソーホーの境界線にあたる同名の通りの下にあり、3つのポケットパーク（セント・ジョーンズ・パーク、デュアン・パーク、カヴァラ・パーク）に囲まれている。また、駅のすぐ近くにはホランドトンネルの入口がある。駅の周辺の建築物にはロフトが多いのも特徴である。
駅はIRTブロードウェイ-7番街線の34丁目-ペン・ステーション駅からサウス・フェリー・ループス駅への延伸と共に1918年7月1日に開業した。1992年にはニューヨークシティ・トランジット・オーソリティの社内スタッフにより改装されている。
駅は相対式ホーム2面と緩行線2線、急行線2線を備えており2面4線の構造である。線路は西から東へ順に1から4の番号が付けられている。中央の2番線と3番線は急行の通過用でありホームには面していない。

### 出入口
改札口は各ホーム中央にあるが、ホーム間連絡通路は供用されていないためホーム別改札となる。北東の出口は浸水対策がなされている。
- 階段1つ、キャナル・ストリートとヴァリック・ストリートの交差点南西。南行ホーム接続[3]。
- 階段2つ、キャナル・ストリートとヴァリック・ストリートの交差点北東。北行ホーム接続[3]。

## 外部リンク

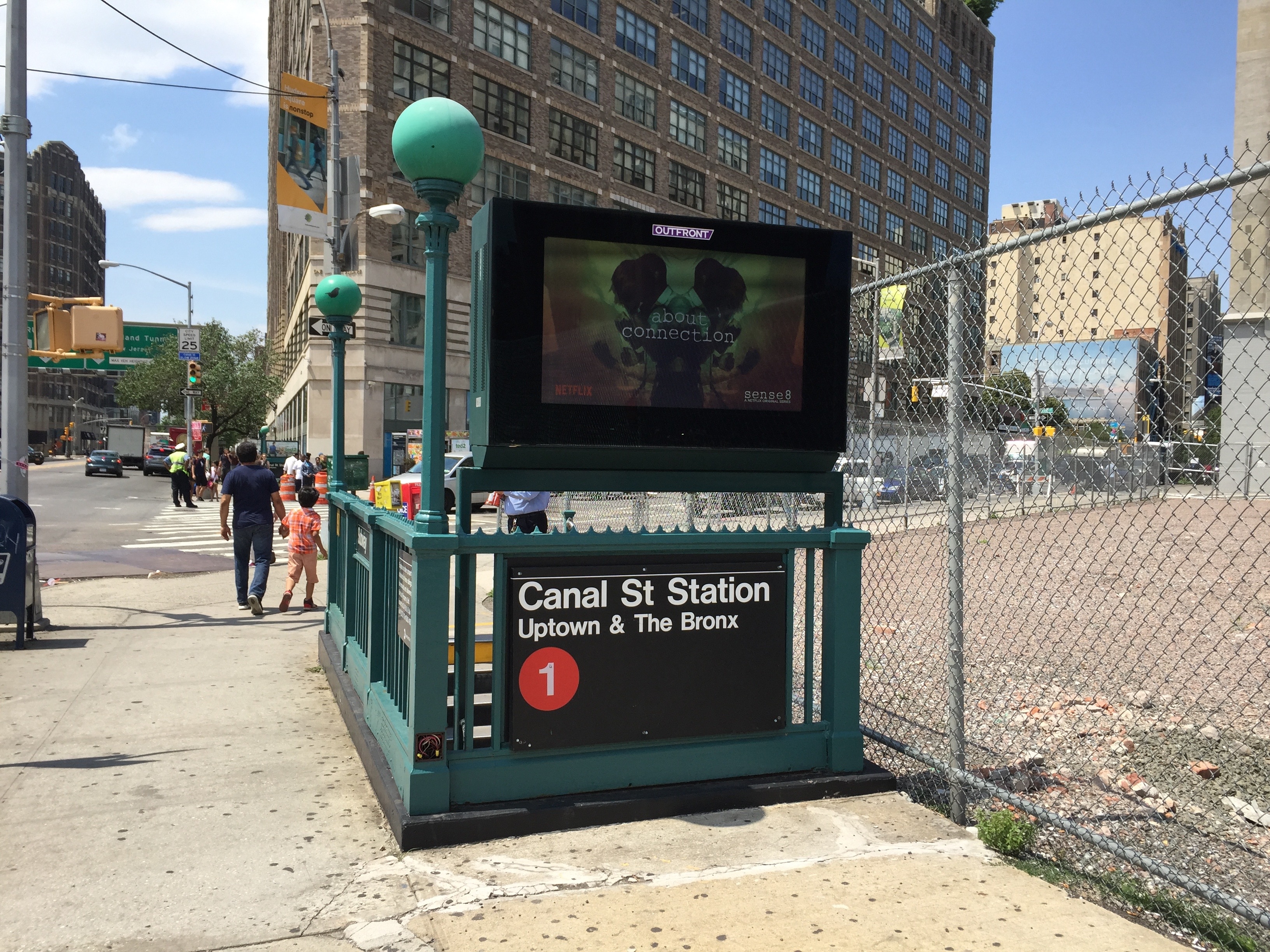
出口の階段